# Good as I Been to You
Good as I Been to You — двадцять восьмий студійний альбом американського музиканта та автора пісень Боба Ділана, виданий 3 листопада 1992 року лейблом Columbia Records.

## Про альбом
«Good as I Been to You» складається із переспівів народних пісень та каверів. Це перший повністю акустичний і записаний самим лише Діланом альбом після «Another Side of Bob Dylan» 1964 року. Платівка також стала першою роботою музиканта, в якій не було оригінальних композицій.
В чартах США альбом піднявся до № 51, а у Великій Британії — до № 18. Платівка отримала кращі відгуки від критиків ніж попередній альбом «Under the Red Sky».

## Список пісень
| #  | Назва                         | Тривалість |
| -- | ----------------------------- | ---------- |
| 1. | «Frankie & Albert»            | 3:50       |
| 2. | «Jim Jones»                   | 3:52       |
| 3. | «Blackjack Davey»             | 5:47       |
| 4. | «Canadee-i-o»                 | 4:20       |
| 5. | «Sittin' on Top of the World» | 4:27       |
| 6. | «Little Maggie»               | 2:52       |
| 7. | «Hard Times»                  | 4:31       |

| #   | Назва                     | Тривалість |
| --- | ------------------------- | ---------- |
| 8.  | «Step It Up and Go»       | 2:54       |
| 9.  | «Tomorrow Night»          | 3:42       |
| 10. | «Arthur McBride»          | 6:20       |
| 11. | «You're Gonna Quit Me»    | 2:46       |
| 12. | «Diamond Joe»             | 3:14       |
| 13. | «Froggie Went A-Courtin'» | 6:26       |